# Tedo Schordania

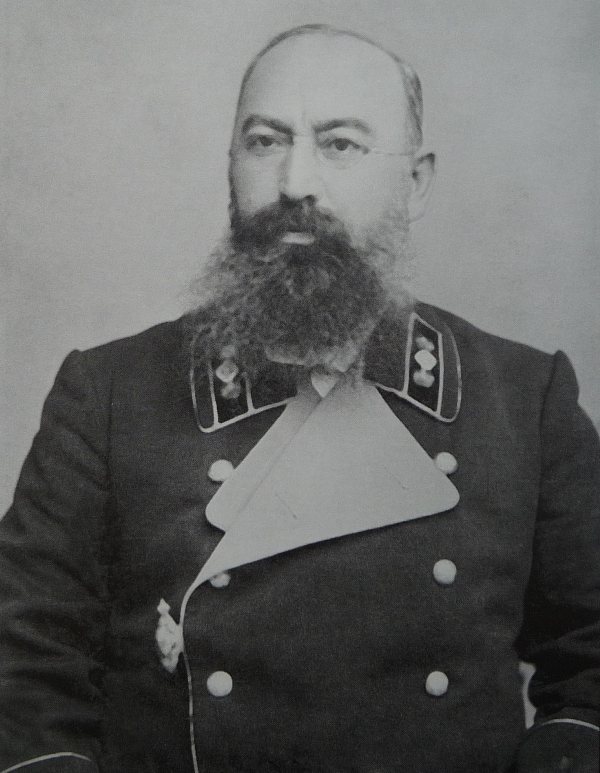
Tedo Zhordania

Tedo Schordania (georgisch თედო ჟორდანია; * 10. April 1854 in Mokwi; † 22. Oktober 1916 in Kaspi) war ein georgischer Historiker, Philologe und Lehrer.
Schordania wurde in eine orthodoxe Priesterfamilie aus Mokwi, damals noch Teil des Russischen Kaiserreichs, hineingeboren. Er studierte in Kutaissi, Tiflis sowie in Moskau Theologie. Der zu dieser Zeit führende russische Historiker, Wassili Ossipowitsch Kljutschewski, empfahl dem Studenten, seine Karriere in der russischen Hauptstadt weiterzuführen, doch Schordania kehrte nach Tiflis zurück, wo er an einer theologischen Schule Geographie lehrte und kirchliche Schulen beaufsichtigte. Als Amateurhistoriker veröffentlichte Schordania zudem einige bislang unbekannte historische Aufzeichnungen. Viele dieser Quellen gingen später wieder verloren und sind uns heutzutage lediglich durch Schordanias Publikationen bekannt. Er verstarb in Kaspi und wurde daraufhin auf dem Didube-Friedhof in Tiflis begraben.